# 土耳其裔敘利亞人
土耳其裔敘利亞人（阿拉伯语：‎，羅馬化：Turkumān Sūriyā）是指有敘利亞公民權的土耳其人，他們早在塞爾柱帝國時期已生活在這裡，今日人口估計有20至350萬人。
在叙利亞內戰時期，土耳其裔敘利亞人參與了反對敘利亞政府軍的軍事行動，並期待得到土耳其军队的支持和保障。近年來，他們成立了土耳其裔敘利亞人議會，並建立軍事分支土耳其裔敘利亞人旅，以保護土地和人口。

## 歷史
11世紀，敘利亞被塞爾柱帝國征服，後塞爾柱帝國分裂為4部分，蘇丹马立克沙一世的兄弟突突什一世在1079年得到敘利亞地區，土耳其裔敘利亞人也來到這裡。後經過多個朝代，最後在1516年併入奧斯曼帝國。根據1518年官方人口紀錄，阿勒颇省總人口54,276人，其中36,217人是土耳其裔。

## 人口
土耳其裔敘利亞人沒有清楚的人口數據，一般相信大概至少10至20萬人，但他們自己宣稱有75至150萬人，土耳其裔敘利亞人議會則宣稱有350萬人。